# Wally Walrus
Wally Walrus est un personnage de dessin animé, morse anthropomorphe apparaissant notamment dans plusieurs films de la Walter Lantz Productions des années 1940 aux années 1960, aux côtés de Woody Woodpecker avec lequel il entretient des relations chaotiques, qui n'est pas sans rappeler celle qu'Elmer Fudd avait avec Bugs Bunny dans les courts métrages d'animation de la Warner Bros. Animation à la même époque.

## Liste des apparitions
- The Beach Nut (1944)
- Ski for Two  (1944)
- Chew-Chew Baby (1945)
- The Dippy Diplomat (1945)
- Bathing Buddies (1946)
- The Reckless Driver (1946)
- Smoked Hams (1947)
- The Overture To William Tell (1947)
- Well Oiled (1947)
- The Mad Hatter (1948)
- Banquet Busters (1948)
- Kiddie Koncert (1948)
- Wacky-Bye Baby (1948)
- Dog Tax Dodgers (1948)
- Puny Express (1951)
- Sleep Happy (1951)
- Slingshot 6 7/8 (1951)
- The Woody Woodpecker Polka (1951)
- Stage Hoax (1952)
- What's Sweepin' (1953)
- Buccaneer Woodpecker (1953)
- Operation Sawdust (1953)
- Clash and Carry (1961)
- Tricky Trout (1961)